# Bogusław Sygit
Bogusław Sygit (ur. 23 lipca 1948) – polski prawnik, prokurator, profesor nauk prawnych.

## Życiorys
Absolwent Uniwersytetu im. Adama Mickiewicza w Poznaniu (1970). Doktoryzował się w 1975, natomiast stopień doktora habilitowanego uzyskał w 1988 na podstawie dorobku oraz rozprawy pt. Zachowania pozorujące przestępstwa i ich demistyfikacja. Studium z zakresu kryminalistyki. Tytuł naukowy profesora nauk prawnych otrzymał 5 grudnia 2005. Specjalizuje się m.in. w kryminalistyce, kryminologii, polityce kryminalnej, prawie karnym i wiktymologii.
W latach 1970–1972 odbył aplikację prokuratorską, egzamin prokuratorski zdał w 1972. Do 1978 pracował w prokuraturze rejonowej w Inowrocławiu, a następnie w prokuraturze rejonowej w Bydgoszczy, w tym w latach 1990–1992 jako prokurator rejonowy. Po 1992 był profesorem Wyższej Szkoły Policji w Szczytnie i Wyższej Szkoły Pedagogicznej w Bydgoszczy, pełnił na tej uczelni funkcje prodziekana Wydziału Humanistycznego (1996–1999), kierownika Katedry Administracji Publicznej (1997–1998) oraz dyrektora Instytutu Prawa i Administracji (1998–2002).
Związany jako profesor zwyczajny z Katedrą Postępowania Karnego i Kryminalistyki na Wydziale Prawa i Administracji Uniwersytetu Łódzkiego, w 2000 został kierownikiem Zakładu Kryminalistyki w tej katedrze. Podjął również współpracę z Collegium Medicum Uniwersytetu Mikołaja Kopernika w Bydgoszczy, obejmując kierownictwo Zakładu Podstaw Prawa Medycznego. Pracował także w Wyższej Szkole Biznesu w Pile, będąc w latach 2002–2008 dziekanem Wydziału Administracji.
Został członkiem Rady Naukowej Polskiego Towarzystwa Kryminalistycznego.
Odznaczony Krzyżem Kawalerskim (1999) i Oficerskim (2010) Orderu Odrodzenia Polski.

## Wybrane publikacje
- Pożary w aspekcie prawnokarnym i kryminologicznym, PWN, Warszawa 1981
- Pitawal bydgoski czyli zbiór opisów najgłośniejszych procesów o zabójstwa (współautor), Pomorze, Bydgoszcz 1985
- Zachowanie pozorujące przestępstwa i ich zwalczanie. Studium z dziedziny kryminalistyki, PWN, Warszawa 1985
- Kto zabija człowieka... Najgłośniejsze procesy o morderstwa w powojennej Polsce, Wydawnictwo Prawnicze, Warszawa 1989
- Przez czarta opętane. Pitawal bydgoski (współautor), Pomorze, Bydgoszcz 1990
- Potajemne gorzelnictwo. Przed, w okresie reglamentacji i obecnie. Studium z dziedziny kryminologii i polityki kryminalnej, Wydaw.Uczelniane WSP, Bydgoszcz 1996
- Zbrodnia jako kategoria przestępstwa. Studium prawno-karne i polityczno-kryminalne, Towarzystwo Naukowe Organizacji i Kierownictwa „Dom Organizatora”, Toruń 2005
- Historia prawa kryminalnego, Zapolex, Toruń 2007